# Billy and Chuck
Billy and Chuck è stato un tag team di wrestling, attivo nella World Wrestling Federation, tra il 2001 e il 2002, formato da Billy Gunn e Chuck Palumbo. I due vinsero per due volte i WWF/E World Tag Team Championship. Nel 2002 la rivista Pro Wrestling Illustrated li nominò come miglior tag team dell'anno.

## Storia
Verso la fine dell'Invasion, Chuck Palumbo fu espulso dall'Alliance e iniziò a collaborare con Billy Gunn contro i membri dell'Alliance. Al termine della storyline i due effettuarono un turn heel.
Poco dopo i due iniziarono ad avvicinarsi e il tutto sfociò in una storyline omosessuale e ingaggiarono Rico come stilista personale. Vinsero i WWF/E Tag Team Championship in due occasioni e si scontrarono principalmente con gli APA e gli Hardy Boyz.
Nel settembre 2002, Chuck propose a Billy di sposarlo e celebrarono la cerimonia durante la puntata di SmackDown! del 12 settembre 2002. Durante la cerimonia i due rivelarono che la cerimonia era solo una trovata pubblicitaria che era andata troppo oltre, e ammisero dei essere eterosessuali. Eric Bischoff, travestito da prete che officiava il matrimonio, e i 3-Minute Warning (Rosey e Jamal) attaccarono il General Manager di SmackDown Stephanie McMahon, presente alla cerimonia. In seguito a questo incidente, Rico passò nel roster di Raw e assistì i 3-Minute Warning. Billy e Chuck effettuarono un turn face e fu eliminato ogni riferimento omosessuale.
La Gay & Lesbian Alliance Against Defamation, fece da consulente per la storyline e gli garantì la copertura mediatica, accusò la WWE per essersi assicurata l'assistenza della GLAAD con falsi pretesti. "La WWE ci mentì due mesi fa quando ci promise che Billy e Chuck avrebbero fatto coming out e si sarebbero sposati in diretta".
L'ultimo match di Billy e Chuck come tag team, avvenne nella puntata di SmackDown! del 3 ottobre 2002, nel primo round di un torneo per il WWE Tag Team Championship appena creato, dove persero contro Ron Simmons e Reverend D-Von. Nel corso del match, Billy si infortunò ad una spalla e rimase fermo diversi mesi. Il tag team si separò silenziosamente, Chuck combatté in singolo per qualche tempo, prima di unirsi ai Full Blooded Italians e Billy tornò con il personaggio di "Mr. Ass".
Nel 2011, nel corso di un'intervista, Billy Gunn dichiarò di non avere rimpianti per la storyline di Billy e Chuck, sostenendo che era il suo lavoro eseguire il copione che gli fu fornito, e che lo avrebbe fatto nuovamente se gli fosse stato chiesto.

## Titoli e riconoscimenti
- Pro Wrestling Illustrated
  - Tag Team of the Year (2002)[3]
- World Wrestling Federation/Entertainment
  - WWE Tag Team Championship (2)[1][2]